# Списак комеморативних кованица Русије (1992.)
Ово је списак комеморативних новчића које је издала Централна банка Русије 1992. године:
| Комеморативни новчићи које је издала Централна банка Русије 1992. године | Комеморативни новчићи које је издала Централна банка Русије 1992. године | Комеморативни новчићи које је издала Централна банка Русије 1992. године | Комеморативни новчићи које је издала Централна банка Русије 1992. године | Комеморативни новчићи које је издала Централна банка Русије 1992. године | Комеморативни новчићи које је издала Централна банка Русије 1992. године | Комеморативни новчићи које је издала Централна банка Русије 1992. године |
| ------------------------------------------------------------------------ | ------------------------------------------------------------------------ | ------------------------------------------------------------------------ | ------------------------------------------------------------------------ | ------------------------------------------------------------------------ | ------------------------------------------------------------------------ | ------------------------------------------------------------------------ |
| Назив                                                                    | Датум издавања                                                           | Каталошки број                                                           | Номинална вредност                                                       | Укупно исковано                                                          | Слика (напред)                                                           | Слика (иза)                                                              |
|                                                                          |                                                                          |                                                                          |                                                                          |                                                                          |                                                                          |                                                                          |
| 750. годишњица победе Александра Невског на Чудско-псковском језеру      | 2. април 1992                                                            | 5011-0001                                                                | 3 рубље                                                                  | 100,000                                                                  |                                                                          |                                                                          |
| Међународна година свемира                                               | 9. април 1992                                                            | 5011-0002                                                                | 3 рубље                                                                  | 100,000                                                                  |                                                                          |                                                                          |
| Северни конвоји 1941-1945                                                | 2. јун 1992                                                              | 5011-0001                                                                | 3 рубље                                                                  | 400,000                                                                  |                                                                          |                                                                          |
| Годишњица државног суверенитета Русије                                   | 10. јун 1992                                                             | 5009-0001                                                                | 1 рубља                                                                  | 1,000,000                                                                |                                                                          |                                                                          |
| 190. годишњица од рођења Павела Нахимова                                 | 2. јули 1992                                                             | 5009-0002                                                                | 1 рубља                                                                  | 1,000,000                                                                |                                                                          |                                                                          |
| 110. годишњица рођења Јанка Купала                                       | 7. јули 1992                                                             | 5009-0003                                                                | 1 рубља                                                                  | 1,000,000                                                                |                                                                          |                                                                          |
| Августовски пуч                                                          | 19. август 1992                                                          | 5011-0004                                                                | 3 рубље                                                                  | 1,000,000                                                                |                                                                          |                                                                          |
| 110. годишњица рођења Јакоба Коласа                                      | 3. новембар 1992                                                         | 5009-0004                                                                | 1 рубља                                                                  | 1,000,000                                                                |                                                                          |                                                                          |
| 200. годишњица рођења Николаја Лобачевског                               | 1. децембар 1992                                                         | 5009-0005                                                                | 1 рубља                                                                  | 1,000,000                                                                |                                                                          |                                                                          |
| Маузолеј Хоџе Ахмеда Јасавија у Туркестану (Казахстану)                  | 23. децембар 1992                                                        | 5012-0001                                                                | 5 рубљи                                                                  | 500,000                                                                  |                                                                          |                                                                          |
| 350. годишњица добровољног уласка Јакутије у Русију                      | 23. децембар 1992                                                        | 5216-0002                                                                | 50 рубљи                                                                 | 25,000                                                                   |                                                                          |                                                                          |
| 350. годишњица добровољног уласка Јакутије у Русију                      | 23. децембар 1992                                                        | 5217-0002                                                                | 100 рубљи                                                                | 14,000                                                                   |                                                                          |                                                                          |
| Серија: Црвена књига Руске Федерације                                    |                                                                          |                                                                          |                                                                          |                                                                          |                                                                          |                                                                          |
| Сибирски тигар                                                           | 29. јули 1992                                                            | 5514-0001                                                                | 10 рубљи                                                                 | 300,000                                                                  |                                                                          |                                                                          |
| Гуска црвеновољка                                                        | 29. јули 1992                                                            | 5514-0002                                                                | 10 рубљи                                                                 | 300,000                                                                  |                                                                          |                                                                          |
| Каспијска кобра                                                          | 29. јули 1992                                                            | 5514-0003                                                                | 10 рубљи                                                                 | 300,000                                                                  |                                                                          |                                                                          |
| Серија: Просветитељство 18. век                                          |                                                                          |                                                                          |                                                                          |                                                                          |                                                                          |                                                                          |
| Црква Свете Тројице у Санкт Петербургу                                   | 24. новембар 1992                                                        | 5111-0001                                                                | 3 рубље                                                                  | 40,000                                                                   |                                                                          |                                                                          |
| Руска академија науке                                                    | 24. новембар 1992                                                        | 5111-0002                                                                | 3 рубље                                                                  | 40,000                                                                   |                                                                          |                                                                          |
| Пашков дом                                                               | 24. новембар 1992                                                        | 5216-0001                                                                | 50 рубљи                                                                 | 7,500                                                                    |                                                                          |                                                                          |
| Михаил Ломоносов                                                         | 24. новембар 1992                                                        | 5217-0001                                                                | 100 рубљи                                                                | 5,700                                                                    |                                                                          |                                                                          |
| Битка за Чесму                                                           | 24. новембар 1992                                                        | 5318-0001                                                                | 150 рубљи                                                                | 3,000                                                                    |                                                                          |                                                                          |
| Катарина Велика                                                          | 24. новембар 1992                                                        | 5415-0001                                                                | 25 рубљи                                                                 | 5,500                                                                    |                                                                          |                                                                          |